# Haasrode
Haasrode is een deelgemeente van Oud-Heverlee in de Belgische provincie Vlaams-Brabant. Haasrode was van 1928, toen het afgesplitst werd van Bierbeek, tot aan de gemeentelijke herindeling van 1977 een zelfstandige gemeente.

## Geschiedenis
Archeologische opgravingen hebben aangetoond dat hier sinds het neolithicum een constante aanwezigheid van mensen is geweest. Sinds 1096 was het dorp een deel van het bezit van  baron Hendrik van Bierbeek, tezamen met de dorpen Bierbeek, Blanden, Vaalbeek, Sint-Joris-Weert en het Meerdaalwoud. In 1284 heeft de hertog van Brabant het toegevoegd aan de baronie Aarschot, later werd het ingelijfd in het domein de Croy–Arenbergs. In de 19e eeuw begon het uiteen te vallen.
In 1884 was het de bedoeling dat Haasrode een aparte gemeente zou worden. Het Parlement (Kamer en Senaat) hadden een wetsontwerp in die zin aangenomen, maar na de regeringswissel weigerde de nieuwe katholieke regering om het wetsontwerp te bekrachtigen.
Haasrode werd uiteindelijk door de wet van 11 april 1928 afgesplitst van Bierbeek en opgericht als aparte gemeente. 
Bij de gemeentefusies in 1977 ging Haasrode naar Oud-Heverlee, maar het deel ten noorden van de E40 ging naar Leuven ("Leuvens Haasrode").

## Bezienswaardigheden
- De dorpskern van Haasrode (Armand Verheydenstraat - Milsestraat) is beschermd als dorpsgezicht omwille van haar historische waarde. Men vindt er de Onze-Lieve-Vrouwekerk, de pastorij en een groot Mariabeeld.
- Een deel van het Meerdaalwoud (het Mollendaalbos) ligt op het grondgebied van Haasrode. In dit bos bevinden zich verschillende tumuli daterend van de ijzertijd en de Romeinse tijd.

## Natuur en landschap
Haasrode ligt op het Brabants Plateau op een hoogte van 55-97 meter. 

## Demografische ontwikkeling
- Bronnen:NIS, Opm:1831 tot en met 1970=volkstellingen; 1976 = inwoneraantal op 31 december

## Cultuur

### Bijnaam
De inwoners van Haasrode worden de 'pootefretters' genoemd. Aan de Gemeentelijke Basisschool in de Armand Verheydenstraat staat een standbeeldje van 'De Pootefretter' om dit te illustreren. Het beeld werd gemaakt door kunstenaar Ad Wouters.

## Onderwijs
In de buurt van de historische dorpskern liggen de Gemeentelijke Basisschool Haasrode, de Gemeentelijke Academie voor Muziek en Woord (De Vonk) en de bibliotheek.
Het Sint-Albertuscollege zit in een voormalig klooster van de Karmelieten en ligt op gronden die vroeger deel uitmaakten van de voormalige gemeente Haasrode, maar later onderdeel werden van Leuven.

## Bekende inwoners
- An Swartenbroekx, actrice
- Luc Appermont, tv-presentator
- Francis Vermaelen, ex-profwielrenner
- Ad Wouters, kunstenaar
- Rinus Van de Velde, kunstenaar
- Bart Kaëll, zanger
- Guido De Craene, acteur
- Manasseh Ishiaku, voormalig  profvoetballer

## Nabijgelegen kernen
Blanden, Heverlee, Bierbeek